# Leszek Lipka (piłkarz)
Leszek Lipka (ur. 4 czerwca 1958 w Krakowie) – polski piłkarz, pomocnik, reprezentant kraju. Po zakończeniu kariery zawodniczej trener piłkarski.

## Życiorys
Wychowanek krakowskiej Wisły, z którą zadebiutował w Ekstraklasie w 1976. Występował w niej do 1990. Po odejściu z Wisły przez 2,5 roku był zawodnikiem Błękitnych Kielce.
Po zakończeniu piłkarskiej kariery rozpoczął pracę jako trener wielu małopolskich klubów piłkarskich. Obecnie jest trenerem A-klasowej drużyny piłkarskiej Start Brzezie, występującej w grupie małopolskiej w podokręgu wielickim oraz juniorów i trampkarzy Orła Iwanowice.
Wielokrotnie wypowiada się na łamach Przeglądu Sportowego w roli eksperta spraw związanych z bieżącą sytuacją Wisły Kraków.

## Reprezentacja Polski
W reprezentacji zadebiutował 2 maja 1979 w wygranym 2-0 meczu z Holandią na Stadionie Śląskim w Chorzowie. Był podstawowym piłkarzem reprezentacji za kadencji Ryszarda Kuleszy, podczas której zdobył jedynego gola w reprezentacji w słynnym meczu na Malcie w grudniu 1980. Ostatni mecz w reprezentacji rozegrał 25 marca 1981 w Bukareszcie w meczu z Rumunią.
| l.p. | Data                 | Miejsce                 | Przeciwnik     | Rezultat | Rozgrywki       | Grał   | Uwagi |
| ---- | -------------------- | ----------------------- | -------------- | -------- | --------------- | ------ | ----- |
| 1.   | 2 maja 1979          | Chorzów                 | Holandia       | 2-0      | elim. Euro 1980 | 90'    |       |
| 2.   | 26 września 1979     | Chorzów                 | NRD            | 1-1      | elim. Euro 1980 | 90'    |       |
| 3.   | 10 października 1979 | Kraków                  | Islandia       | 2-0      | elim. Euro 1980 | 90'    |       |
| 4.   | 17 października 1979 | Amsterdam               | Holandia       | 1-1      | elim. Euro 1980 | 90'    |       |
| 5.   | 17 lutego 1980       | Marrakesz               | Maroko         | 0-1      | towarzyski      | do 69' |       |
| 6.   | 27 lutego 1980       | Bagdad                  | Irak           | 1-1      | towarzyski      | 90'    |       |
| 7.   | 29 lutego 1980       | Bagdad                  | Irak           | 0-1      | towarzyski      | do 58' |       |
| 8.   | 26 marca 1980        | Budapeszt               | Węgry          | 1-2      | towarzyski      | 90'    |       |
| 9.   | 2 kwietnia 1980      | Bruksela                | Belgia         | 1-2      | towarzyski      | 90'    |       |
| 10.  | 19 kwietnia 1980     | Turyn                   | Włochy         | 2-2      | towarzyski      | od 85' |       |
| 11.  | 26 kwietnia 1980     | Borovo                  | Jugosławia     | 1-2      | towarzyski      | od 33' |       |
| 12.  | 28 maja 1980         | Poznań                  | Szkocja        | 1-0      | towarzyski      | 90'    |       |
| 13.  | 22 czerwca 1980      | Warszawa                | Irak           | 3-0      | towarzyski      | 90'    |       |
| 14.  | 29 czerwca 1980      | São Paulo               | Brazylia       | 1-1      | towarzyski      | do 81' |       |
| 15.  | 2 lipca 1980         | Santa Cruz de la Sierra | Boliwia        | 1-0      | towarzyski      | do 45' |       |
| 16.  | 29 września 1980     | Chorzów                 | Czechosłowacja | 1-1      | towarzyski      | od 66' |       |
| 17.  | 12 października 1980 | Buenos Aires            | Argentyna      | 1-2      | towarzyski      | 90'    |       |
| 18.  | 12 listopada 1980    | Barcelona               | Hiszpania      | 2-1      | towarzyski      | 90'    |       |
| 19.  | 19 listopada 1980    | Kraków                  | Algieria       | 5-1      | towarzyski      | do 56' |       |
| 20.  | 7 grudnia 1980       | Valletta                | Malta          | 2-0      | elim. MŚ 1982   | 77'    | Gol   |
| 21.  | 25 marca 1981        | Bukareszt               | Rumunia        | 0-2      | towarzyski      | od 63' |       |